# Dopasia sokolovi
Dopasia sokolovi — вид ящірок родини веретільницевих (Anguidae).

## Поширення
Ящірка є ендеміком В'єтнаму. Вид зустрічається у провінціях Куангнам, Зялай та Ламдонг.

## Етимологія
Вид названий на честь російського зоолога Соколова Володимира Євгеновича (1928—1998).